# Lac Anticagamac
Le lac Anticagamac est situé dans le Parc national de la Mauricie, dans la ville de Shawinigan, en Mauricie, au Québec, au Canada. Le secteur de ce lac qui est situé en milieu forestier avait jadis une vocation forestière ; aujourd'hui, il a une vocation récréotouristique et de préservation de la nature.

## Géographie
Le lac Anticagamac est situé dans la partie nord-ouest du Parc national de la Mauricie. Il a une longueur de 5,65 km dans l'axe nord-sud. Sa largeur maximale est de 0,9 km dans la partie sud du lac et 0,5 km dans la partie nord. La partir Nord du lac, soit sur 1,4 km, fait partie du canton d'Allard, tandis que la partie Sud fait partie du canton de Desaulniers.
Ce lac est surtout alimenté par la rivière Anticagamac venant du Sud-Ouest, drainant les lacs Chevalier, du Cygne, Waber, Tessier, Marcotte (et le ruisseau Labrecque) et le lac Prudent (et les ruisseaux Prudent et du Crapeau). Une montagne dont le sommet atteint 402 m culmine dans la partie Sud de la rive Ouest du lac Anticagamac. En face, sur la rive Est du lac, un sommet atteint 357 m. 
Le lac se décharge par le nord, dans la rivière Anticagamac, segment de 400 mètres, laquelle coule vers le nord pour se décharger dans la rivière Matawin qui coule vers l'est. Plusieurs ruisseaux alimentent ce lac dont le niveau est à 198 m d'altitude. Ce lac est surplombé par des montagnes laurentiennes atteignant plus de 400 m (et quelques sommets excèdent 420 m.). La surface du lac est généralement gelée de novembre à avril.
À partir de la hauteur de la décharge du lac du Bécasseau et en remontant vers le Nord jusqu'à l'embouchure, le lac comporte quelques zones de hautfonds.

## Toponymie
La première graphie connue de ce toponyme était sous la forme d'Antihiagana sur une carte de 1850. D'autres variantes apparurent dont Yagamak et Antikalakamak en 1885. Il peut être la déformation de Attikamègue, nom de la tribu habitant le nord de la Mauricie ou peut signifier là où refoulent les eaux, décrivant ainsi un phénomène hydrique observé dans ce lac. On relève également les formes abrégées Lac Gamac et Lac Yamack,.
Sur la rive Ouest du lac, entre la décharge du lac du Bécasseur et celle du lac Arlequin, un lieu-dit est désigné "Pointe des Conscrits". Un peu plus au Nord, sur la rive Ouest du lac, on y retrouve le lac des Conscrits. Ces toponymes évoquent les conscrits de la première guerre mondiale. À l'époque de la conscription, plusieurs conscrits se cachaient en forêt, habitant dans des camps forestiers, s'évitant de participer aux conflits militaires en Europe. Ils s'occupaient habituellement à faire la coupe de bois et vivaient de chasse et pêche.
Le toponyme "Lac Anticagamac" a été inscrit le 5 décembre 1968 à la Banque des noms de lieux de la Commission de toponymie du Québec.